# Helge Ask
Pour les articles homonymes, voir Helge (homonymie).
Le Helge Ask est le nom donné à une réplique du bateau viking du Musée des navires vikings de Roskilde au Danemark exposé sous le nom de Skuldelev 5 , petit navire de guerre de type Snekkja.

Skuldelev 5 est une épave trouvée en 1962 dans le fjord de Roskilde avec quatre autres nommées Skuldelev (bateaux de Roskilde).

Le port d'attache du Helge Ask est le port du Musée des navires vikings de Roskilde où il a été construit.